# Brokey
Brokey – największa wyspa w zatoce Breiðafjörður, należąca do Islandii. Na wyspie znajdują się pozostałości opuszczonego młyna kukurydzianego zbudowanego przez rolnika Vigfusa Hjaltalina.